# Мирослав Савич
Мирослав Савич (роден на 20 април 1973 г. в Приедор, бивша Югославия) е бивш сръбски футболист.
Роден в Република Сръбска Савич започва кариерата си в най-успешния отбор от сръбската част на Босна и Херцеговина Борац Баня Лука. През 1994 г. се мести в днешна Сърбия като последователно играе в Раднички Белград, Обилич и Земун. Изкарва един полусезон в гръцкия Арис Солун и през лятото на 2000 г. подписва с Левски София. Записва 9 мача със синия екип и е част от отбора, който печели титлата през сезон 2000-2001. Връща се в отбора на Обилич през 2001 г., а през 2003-та преминава в Хайдук Белград. Прекарва последните сезони от кариерата си в азербайджанските Казар Ленкоран и Масалъ.
Има 2 записани мача за националния отбор на Югославия.